# べたーふれんず
『べたーふれんず』は、辻灯子による日本の4コマ漫画作品。OL2人組を主人公にした作品で、『まんがタイムナチュラル』にて1999年6月号から2003年10月号まで連載された。大ヒットとはいかないまでも、スマッシュヒット的な作品。一度完結しながら、『まんがタイムジャンボ』にて2005年5月号から2006年11月号まで『Moreべたーふれんず』として再連載された。

## 登場人物
登場人物の名前（もしくは苗字）は全て色彩に因んでいる。
橘 紅実（たちばな くみ）
本編の主人公。仕事はできる方ではないらしい。課（経理課か？）で一番若く運動神経がいいので、片づけや書類整理など体力勝負なものや、花粉症ではないので春先のお使いなどに重宝されている。化粧はしていないようで、コスメも持っていなかった。書類整理の後、水道で顔を洗いタオルで吹いただけで平然としているのを先輩OL達に羨ましがられる。辻灯子の登場人物らしくゲーム好き。ゲーセンではスティックをワイン持ち、鮮やかなコマンドで勝利するのを静香に「すごい、お見事」と嫌みを言われる。一番乗りでオフィスに行き、始業までくつろぐのが楽しみだったが、1時間近くタダ働きになるのを指摘され愕然としたり、蝶々を追いかけて道路に飛び出し車に轢かれそうになった猫の心配し、後をつけ迷子になったり、その行動は短絡的。ヒールは苦手で常にスニーカーを愛用。
白石 静香（しらいし しずか）
紅実の同期。容姿端麗で物静かな外見とは裏腹に皮肉屋で、計算高いところがある。良家の子女であるようで庭の池には鯉が泳いでたり、重箱のお弁当を持参したりした。また達筆で号を持った書道家でもある。外見に似合わず行動的で、自動二輪の免許を「なんとなくとった」。タンデムの紅実が気絶するほどの豪快なライディングだったようだ（バイクはおそらく連載当時から考えてホンダのスティードか？）。酒好きである。しかも日本酒党であるが、酔うと日本酒の蘊蓄を語り出したり、実家の池に飛び込んで鯉をつかみどりしたり、眠ったりと酒癖は悪い。料理、裁縫は苦手、というよりできない（お嬢様の所以か）。
青柳（あおやなぎ）
紅実達の先輩OLその1。純愛に憧れているが、前に付き合っていた男に預金通帳と実印を持ち逃げされたり、マンションに忍び込まれたりで男運はゼロ。だが合コンのセッティングに余念がない。紅実の教育係だが、あまりの出来の悪さにサジを投げているようで、年末の忙しい時に紅実に出した指示は「近所の公園でラジオ体操をしてくること（第3まで）」だった。残業続きで洗濯物が溜まってしまい、定時で上がろうとした男性同僚に「パンツ見てもいいから（家に行って）洗濯してくれ」と身も蓋もない懇願をする。
緑川（みどりかわ）
紅実達の先輩OLその2。ちゃんとした恋人はいるようだが、玉の輿を狙っているため、不倫も経験している。不倫相手の妻が会社に電話してきたのを受けたのは紅実で、危うく口封じをされるところだった。青柳とはダイエットのライバルのようで健康診断では直前まで体操するという儚い抵抗を繰り返す。
山吹（やまぶき）
紅実達の会社に出入りしている清掃会社の社員。既婚、子供あり。紅実は「姐さん」と懐いている。そのせいか他の清掃員は彼女が紅実の相手をしている間に掃除を片づけ（手伝ってくれるのだが、かえってジャマなため）、青柳は紅実の教育係を押しつけようとした。夏休みには南の島（海外）へ行くのだが、おみやげを買わないため、紅実の前ではこそこそ逃げ出す。緑川の電話の件で紅実が相談したら「だって過去のことだし…、私、ここの社員じゃないし…」と意味深な発言をする。

## 単行本
各単巻完結
- べたーふれんず （2005年） ISBN 4-8322-6378-1
- Moreべたーふれんず（2006年） ISBN 4-8322-6510-5

## 関連事項
- 辻灯子